# Carmen Maria Machado
Carmen Maria Machado, född 1986, är en amerikansk novellförfattare och essäist. Machado skriver inom genrerna skräck, fantasy och science fiction.